# اتحاد کره
اتحاد کره یا کرهٔ متحد به جنبشی سیاسی گفته می‌شود که با اندیشهٔ بازپیوندخواهی در راستای ایجاد کشور «کرهٔ بزرگ» می‌کوشد تا یک کرهٔ یکپارچه و مستقل به دور از وابستگی سیاسی با دیدگاه‌های ملی‌گرایانه ایجاد کند؛ اتحاد کره که در آینده محتمل بنظر می‌رسد، در ماه ژوئن سال ۲۰۰۲ میلادی با قطعنامه دوجانبهٔ کره جنوبی و کره شمالی بدون پادرمیانی کشور سوم صورت پذیرفت. این قطعنامه که به قطعنامه پانزده ژوئن مشهور است، در آوریل ۲۰۱۸ میلادی به مراحل پایانی نزدیکتر شد و با برگزاری یک نشست، قطعنامه دیگری با عنوان پَنمونجوم بین دو کره امضاء گردید. در این قطعنامه کشورهای کره شمالی و کره جنوبی توافق کردند که به‌صورت صلح‌جویانه برای اتحاد دوبارهٔ کشور کره گام بردارند.
دو ماه پس از امضای این بیانیهٔ دوجانبه و نزدیک شدن دو کره برای اتحاد، دونالد ترامپ رئیس‌جمهور ایالات متحده آمریکا در ماه ژوئن سال ۲۰۱۸ با کیم جونگ-اون دیدار کرد و با برگزاری نشست ۲۰۱۸ کره شمالی و ایالات متحده تلاش کرد تا کره شمالی را به پذیرش درخواست‌های آمریکا و خلع سلاح هسته‌ای مجاب کند.

## پیشینه

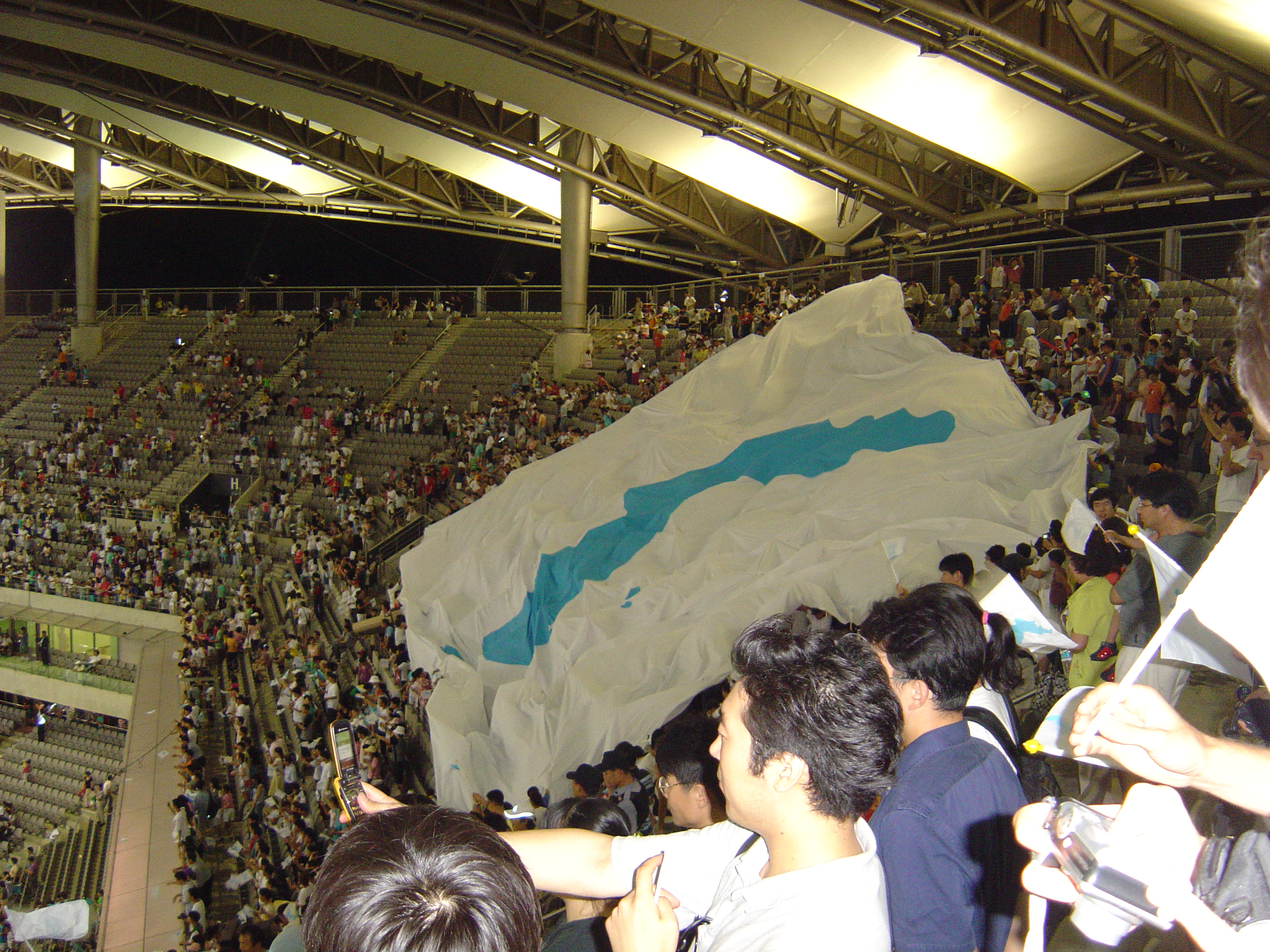
مسابقه دوستانه فوتبال بین کره شمالی و کره جنوبی در ۱۴ اوت ۲۰۰۵ که تماشاگران پرچمی با نقشهٔ سرزمین کرهٔ بزرگ را بلند کردند.

پیش از آغاز جنگ جهانی یکم و دوران استعمار ژاپن، کشور کره یک دولت مرکزی یکپارچه بود که در دوران تاریخی بلند مدت با سه نام گوناگون پادشاهی گوریو، پادشاهی چوسان و امپراتوری کره نامیده می‌شد که همگی حاکم کل شبه‌جزیرهٔ کره بودند و تنها خاندان‌ها عوض می‌شدند. در خلال جنگ جهانی یکم، امپراتوری ژاپن با حمله به کره، این کشور را مستعمرهٔ خود نمود و تا زمان تسلیم ژاپن در جنگ جهانی دوم، کره را زیر سلطهٔ خود نگهداشته بود. ژاپن تنها پس از دریافت بمب اتم در هیروشیما و ناکازاکی در سال ۱۹۴۵ از کره عقب‌نشینی نمود؛ به‌گونه‌ای که کره توانست در ۱۵ اوت ۱۹۴۵ استقلال خود را بازیابد. پس از جنگ جهانی دوم و آغاز جنگ سرد میان اندیشهٔ کمونیسم شوروی و کاپیتالیسم آمریکایی، این دو ابرقدرت از دو جناح پشتیبانی کردند. شوروی و چین با پشتیبانی از کرهٔ شمالی و از سوی دیگر آمریکا و غرب با پشتیبانی از کرهٔ جنوبی، هریک تلاش کردند تا دیدگاه خود را به کرسی بنشانند. درواقع ابرقدرتها از اوت ۱۹۴۵ جانب‌داری را آغاز کردند و این زمینه‌سازی تا ژوئن ۱۹۵۰ ادامه یافت. در ژوئن ۱۹۵۰ جنگ کره آغاز گردید و کره شمالی با حمله به کره جنوبی، جنگ کره را آغاز کرد که به یک جنگ نیابتی بین شوروی و آمریکا تبدیل شد و پس از تلفات فراوان، جنگ در سال ۱۹۵۳ در حالتی به پایان رسید که هیچ‌کدام از طرفین پیروز نشدند و درگیری‌ها بدون تغییرات در مرز دو ناحیه به پایان رسید. این جنگ تا ژوئیه ۱۹۵۳ به طول انجامید و در نتیجهٔ آن، کشور کره از مرز مدار ۳۸ رسماً از میان دو نیم شد که امروزه با عنوان منطقه غیرنظامی کره از آن یاد می‌شود. ناحیهٔ کره شمالی در سالهای آغازین جنگ به‌طور مستقیم توسط جماهیر شوروی اداره می‌شد و ناحیهٔ کره جنوبی نیز زیر نظر ایالات متحده آمریکا بود. به دلیل بروز این جنگ، دشمنی‌ها و کینه‌های قبلی باعث می‌شد تا روند صلح و اتحاد دوبارهٔ دو کره سخت شود. از سال ۲۰۱۰ تاکنون با گرم شدن روابط میان دو کره و همچنین ورود کاروان المپیک کره شمالی به بازی‌های المپیک زمستانی ۲۰۱۸ در استان گانگوون کره جنوبی روابط بیش از پیش دوستانه شد.

گفتگوها دربارهٔ چگونگی هماهنگ‌کردن نظام مالیاتی و اقتصادی در سال ۲۰۱۱ انجام گرفت. پیش از آنکه اتحاد کره شکل بگیرد، از آن بعنوان یک اتحاد بزرگ اقتصادی نام برده می‌شود و آن را با اتحاد آلمان غربی و شرقی مقایسه می‌کنند.

در نهایت در سال ۲۰۱۹ میلادی، رئیس‌جمهور کره جنوبی مون جه-این پیشنهاد اتحاد دو سرزمین کره را به کره شمالی اعلام کرد که تا سال ۲۰۲۵ میلادی انجام خواهد شد.

## پیامدها
درحالیکه امروزه بسیاری از اقتصاددانان و کارشناسان، پیشاپیش کشور کره جنوبی را بعنوان یک قدرت منطقه‌ای در آسیا می‌شناسند، بدون شک اتحاد دو کره نیز تأثیر بسزا و شگرفی بر موازنهٔ قدرت در منطقهٔ شرق آسیا خواهد داشت. در زمینهٔ اقتصادی، اتحاد دو کره موجب می‌شود که دسترسی به کارگرانی با مُزد کم که بیشترشان ساکنان فقیر کره شمالی هستند برای کشور جدید فراهم شود و همچنین معادن معدنی در کره شمالی که همگی دست‌نخورده و ناشناخته هستند نیز مورد بهره‌برداری قرار بگیرند. همچنین کره شمالی دارای زمین‌های کشاورزی بسیار زیاد است که می‌تواند نیاز کشاورزی را نیز بخوبی تأمین نماید که با ترکیب این مزیت‌ها با فناوری پیشرفته و ثروت سرشار در کره جنوبی، یک ابرقدرت اقتصادی به‌وجود خواهد آمد. بر اساس یک پژوهش از شرکت گلدمن ساکس، اینگونه برآورد شده‌است که در سال ۲۰۵۰ میلادی، کشور کرهٔ متحد اقتصادی قوی‌تر از ژاپن خواهد داشت.

همچنین در زمینهٔ نظامی نیز قدرت این دو کشور به میزان بسیار قابل توجهی افزایش خواهد داشت و کشور کرهٔ متحد از قوی‌ترین کشورهای جهان در زمینهٔ نظامی و ارتش سایبری نیز خواهد شد. به گزارش نشنال اینترست، این احتمال وجود دارد که موشک‌های هسته‌ای کره شمالی نیز در کشور جدید باقی بمانند و کرهٔ متحد بعنوان یک ابرقدرت هسته‌ای نیز لقب بگیرد که با ترکیب ویژگی جنگ‌افزار هسته‌ای و فناوری‌های پیشرفتهٔ کرهٔ جنوبی، روند پیشرفت فناوری هسته‌ای در این کشور نیز شتاب بیشتری پیدا کند.
|                                   | کره متحد       | کره جنوبی      | کره شمالی      |
| --------------------------------- | -------------- | -------------- | -------------- |
| تولید ناخالص داخلی به دلار آمریکا | $۶٫۰۵۶ تریلیون | $۴٫۰۷۳ تریلیون | $۱٫۹۸۲ تریلیون |
| سرانه تولید ناخالص داخلی          | $۷۸٬۰۰۰        | $۸۱٬۰۰۰        | $۷۱٬۰۰۰        |
| رشد اقتصادی (۲۰۱۵–۲۰۵۰)           | ۴٫۸٪           | ۳٫۹٪           | ۱۱٫۴٪          |
| جمعیت کشور                        | ۷۸ میلیون      | ۵۰ میلیون      | ۲۸ میلیون      |

## نگارخانه

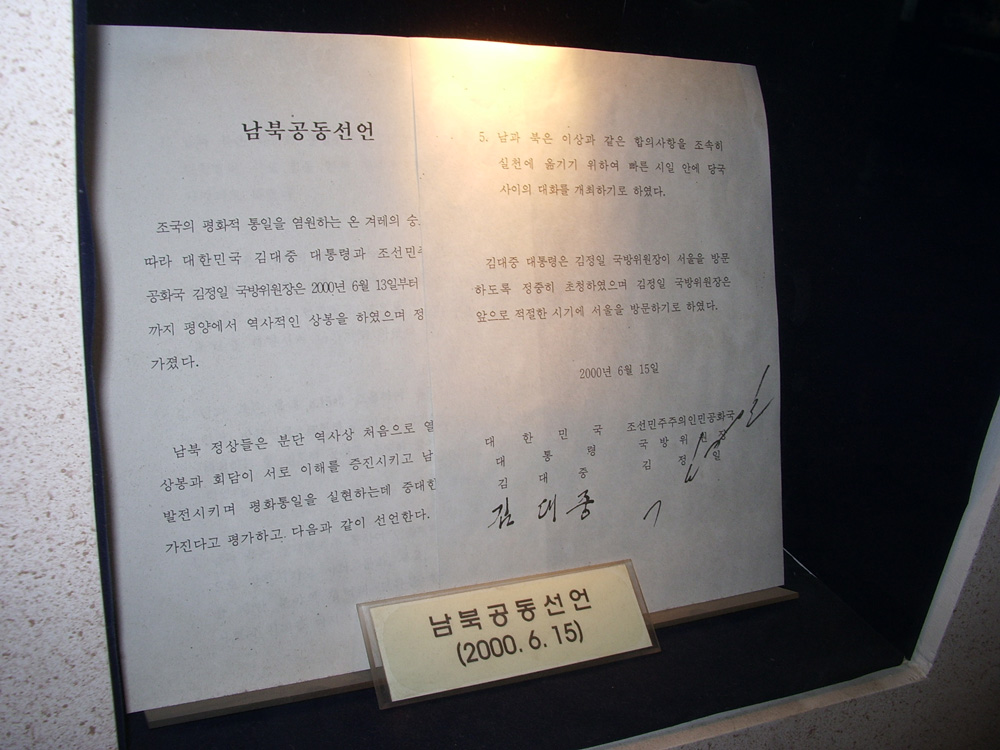
بیانیهٔ ۱۵ ژوئن ۲۰۰۲ بین دو کره برای بازپیوند
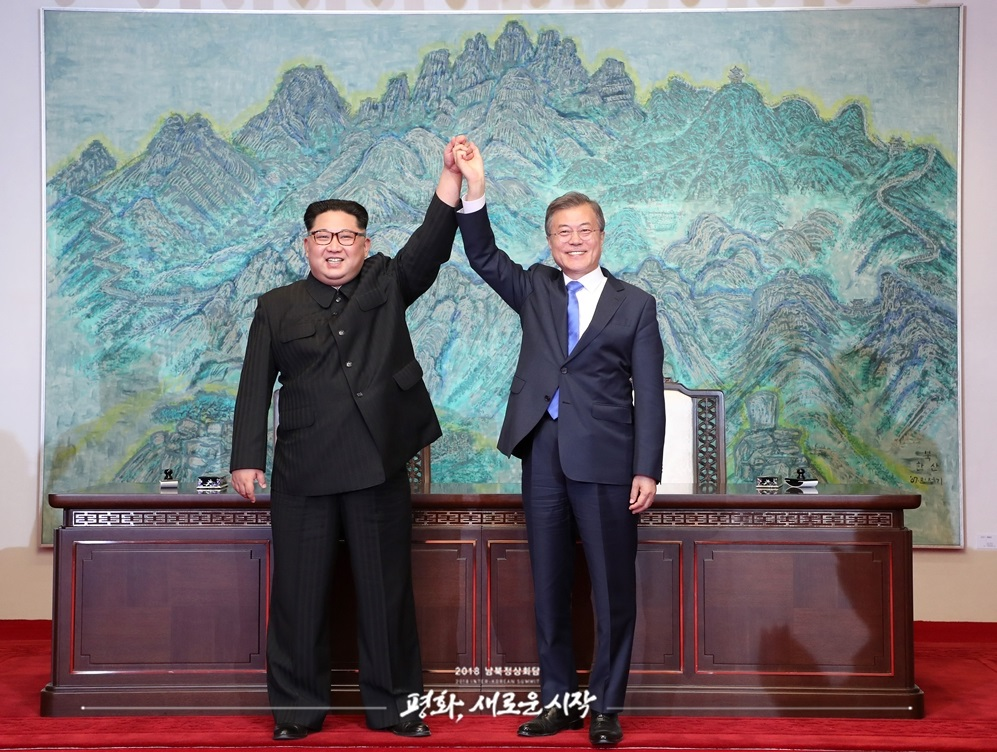
نشست دو کره بدون میانجی در آوریل ۲۰۱۸
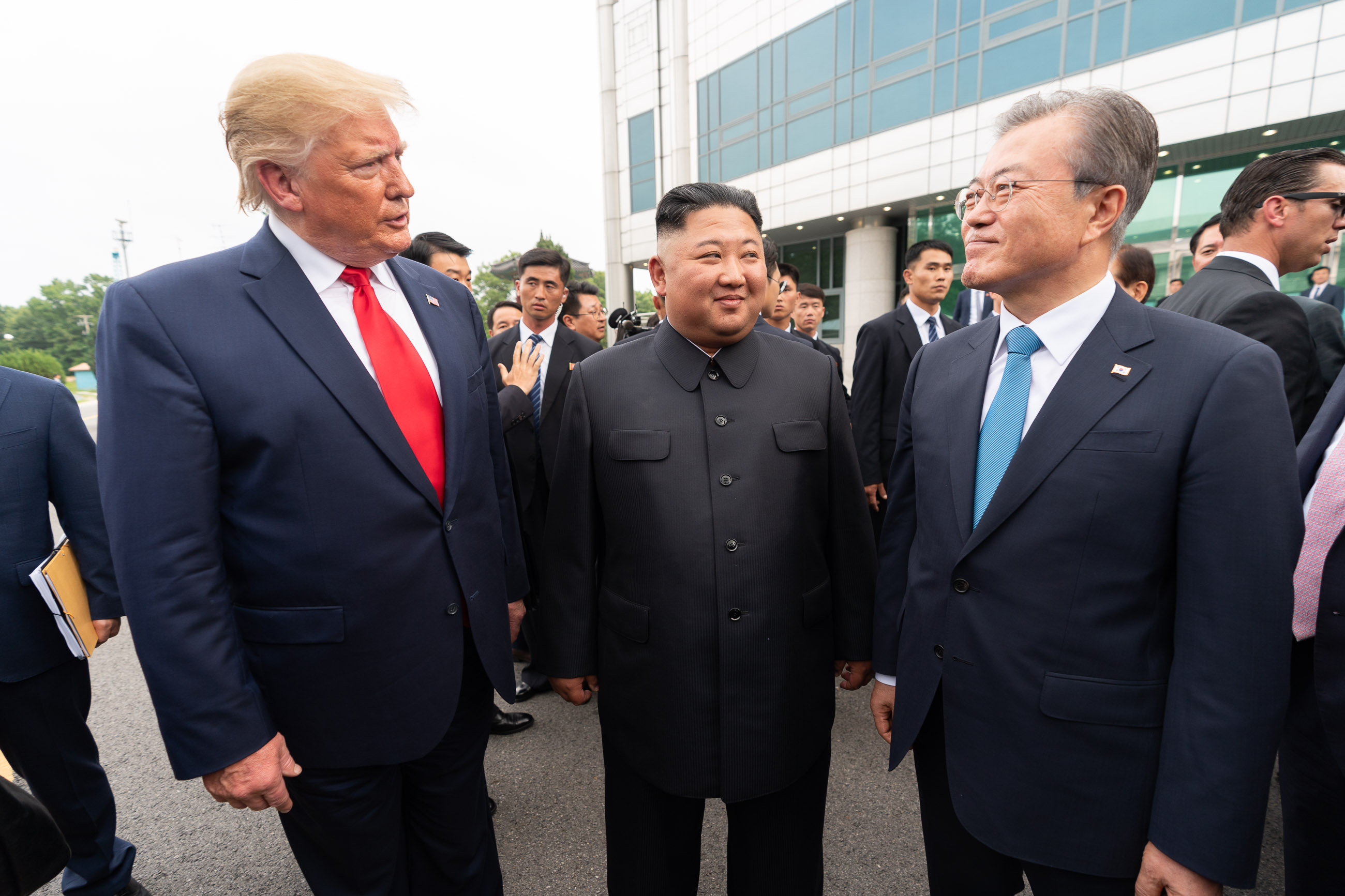
دیدار ترامپ دو ماه پس از توافق دو کره.
پرچم کره بزرگ منتشر شده توسط نیروی دریایی امریکا در ژوئیه ۱۸۸۲ برای آموزش ملوانان برای شناخت پرچمها
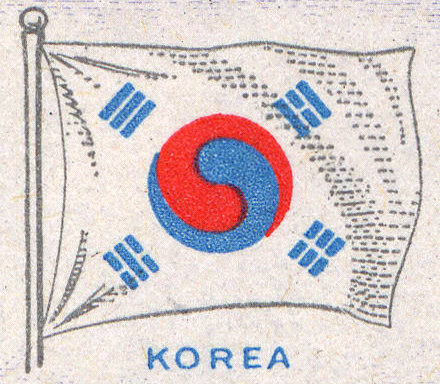
پرچم کره بزرگ طراحی شده پیش از ۱۹۰۵. این پرچم در سال ۱۹۴۴ به نمایش عموم درآمد.
پرچم دولت در تبعید کره جنوبی که سران آن برای حفظ امنیتشان به چین سفر کرده بودند. (۱۹۱۹ تا ۱۹۴۸)